# 帕爾克聖馬丁 (布宜諾斯艾利斯省)

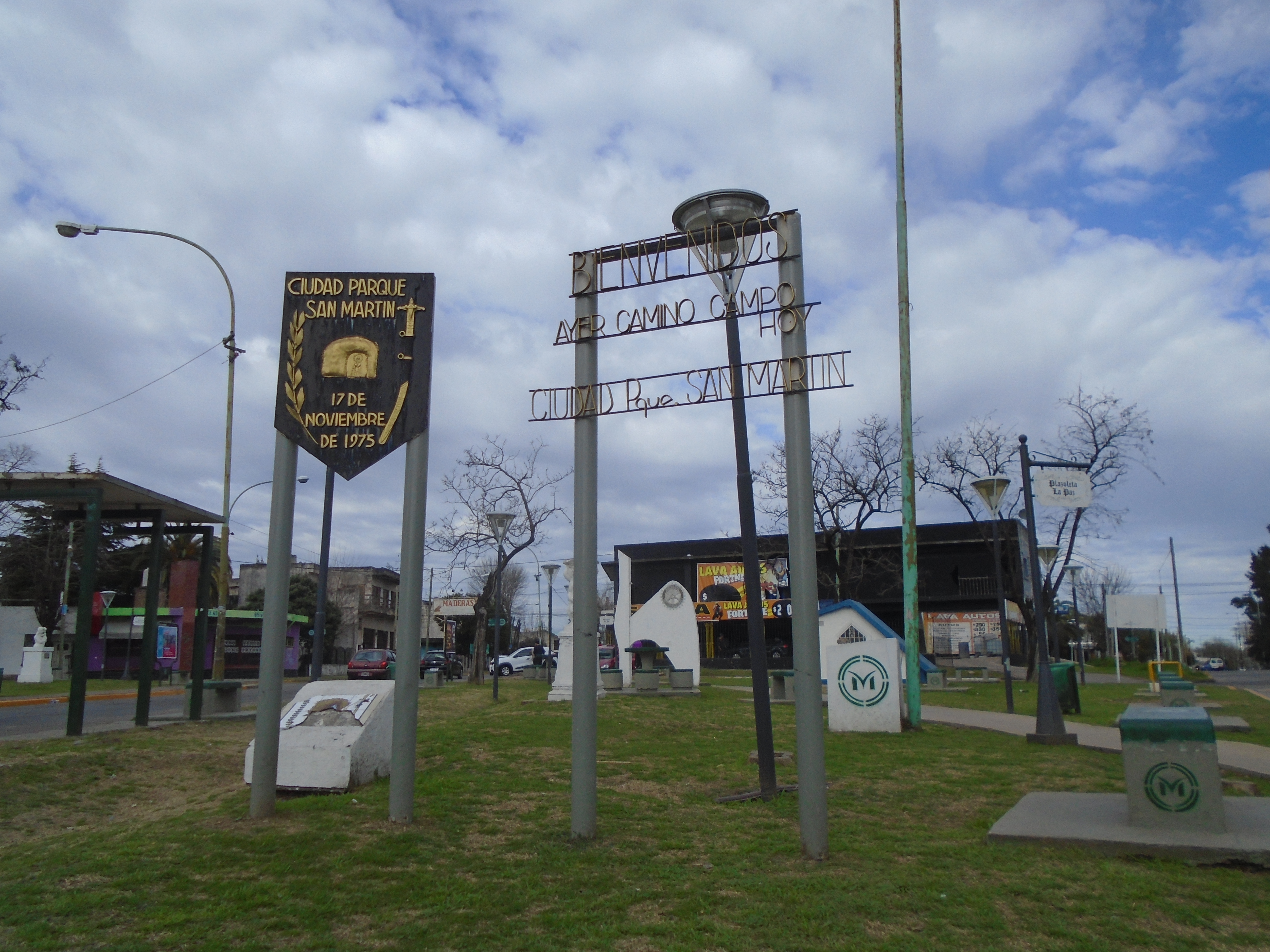
帕爾克聖馬丁

帕爾克聖馬丁（Parque San Martín）是阿根廷的城鎮，位於該國東部，由布宜諾斯艾利斯省負責管轄，距離首都布宜諾斯艾利斯32公里，始建於1948年左右，海拔高度16米，1991年人口89,073。
34°41′00″S 58°43′45″W / 34.68333°S 58.72917°W